# Municipio de Lakewood (Illinois)
El municipio de Lakewood (en inglés: Lakewood Township) es un municipio ubicado en el condado de Shelby en el estado estadounidense de Illinois. En el año 2010 tenía una población de 439 habitantes y una densidad poblacional de 5,64 personas por km².

## Geografía
Según la Oficina del Censo de los Estados Unidos, el municipio tiene una superficie total de 77.9 km², de la cual 77,9 km² corresponden a tierra firme y (0 %) 0 km² es agua.

## Demografía
Según el censo de 2010, había 439 personas residiendo en el municipio de Lakewood. La densidad de población era de 5,64 hab./km². De los 439 habitantes, el municipio de Lakewood estaba compuesto por el 98,63 % blancos, el 0,46 % eran afroamericanos, el 0,23 % eran amerindios y el 0,68 % eran de una mezcla de razas. Del total de la población el 0,91 % eran hispanos o latinos de cualquier raza.